# Idelalisib
Idelalisib, GS-1101 o CAL-101 (Zydelig) es un fármaco oral, un inhibidor selectivo de la Fosfoinositol 3-quinasa (PI 3-quinasas o PI3K) delta -esencial para la activación, proliferación y supervivencia de los linfocitos B- que muestra eficacia en el tratamiento de la leucemia linfática crónica, el linfoma no hodgkiniano y la leucemia linfoide aguda. Está en fases avanzadas en varios estudios clínicos para evaluar su seguridad y eficacia: GS-1101 más rituximab, GS-1101 más bendamustina, GS-1101 más ofatumumab, y GS-1101 más rituximab y bendamustina.
GS-1101 es el primer miembro específico en su clase dentro de la familia de medicamentos que actúan por medio de la inhibición específica de la enzima tirosina kinasa, denominados inhibidores de la tirosina quinasa, que se presenta como característica particular de un tipo de célula cancerosa. El primer inhibidor de la tiroxina quinasa fue el imatinib aprobado por la FDA en 2001.

## Historia
CAL-101 fue creado por la empresa Calistoga Pharmaceuticals, Inc. y adquirido por Gilead en 2011 renombrando el fármaco como GS-1101,

## Posibles usos
En el año 2012 GS-1101 se realizan estudios avanzados sobre su eficacia y seguridad: fase III para la leucemia linfática crónica (LLC) y en fase 2 como tratamiento potencial para el linfoma no hodgkiniano y para la leucemia linfoide aguda. Los inhibidores de la quinasa junto con otros medicamentos parecen mostrar buena respuesta a la enfermedad con menores efectos secundarios que anteriores tratamientos.
En 2013 la empresa Gilead anunció datos positivos de respuesta del estudio de Fase 2 de idelalisib para leucemia linfática crónica no tratada con anterioridad -primera línea-.

## Tolerancia y efectos adversos
GS-1101 O CAL-101 mostraría mejor tolerancia que otros medicamentos y una reducción de efectos adversos frente a ellos.